# De steden van goud
De steden van goud (太陽の子エステバン, Taiyō no ko Esuteban, "Esteban, het kind van de zon"; Frans: Les Mystérieuses Cités d'or; Engels: The Mysterious Cities of Gold) is een Frans-Japanse animatieserie geproduceerd door Studio Pierrot en DiC Entertainment.

## Geschiedenis
De eerste uitzending in Japan was in 1982. De serie speelt in de 16e eeuw en vertelt verhaal van drie kinderen en enkele volwassenen die een reis door Zuid-Amerika maken op zoek naar de legendarische steden van goud. Het was een van de eerste reeksen die elementen van de Japanse en de Europese animatietraditie combineerde.
De reeks speelde tegen de historische achtergrond van de conquistadores en gebruikte vaak authentieke Inca en Maya ruïnes als setting. Bij de reeks horen ook een serie korte documentaires met historische informatie over de onderwerpen in de reeks. Deze werden uitgezonden na de aflevering maar bij heruitzendingen werden ze meestal weggelaten.

## Uitzendingen
De reeks was onder meer te zien op de volgende televisiezenders
- NHK (Japan): mei 1982 - februari 1983;
- Antenne 2 (Frankrijk): vanaf september 1983;
- BRTN (België): 1983 en 1991;
- Nickelodeon (Verenigde Staten): juni 1986 - juni 1990;
- BBC (Verenigd Koninkrijk): 1986/87 en in 1989;
- ABC (Australië): 1986;
- TV2 (Nieuw-Zeeland);
- RTÉ (Ierland);
- Magyar Televízió (Hongarije);
- TRT (Turkije);
- Nickelodeon (Nederland): 2014

De versie die in 1991 werd uitgezonden op BRTN was ondertiteld in het Nederlands. Ook in landen als Zweden en Portugal werd de reeks in de jaren tachtig uitgezonden.

## Verhaal
Hoewel veel afleveringen op zichzelf kunnen staan, staat de doorlopende verhaallijn over de zoektocht naar de gouden steden centraal.
Het verhaal opent wanneer de Spaanse jongen Esteban, het gekidnapte Inca-meisje Zia, de navigator Mendoza en zijn twee gezellen Pedro en Sancho beginnen aan een reis van Barcelona naar het nieuw ontdekte Zuid-Amerika. De kinderen, beiden in bezit van een geheimzinnig medaillon, gaan op zoek naar hun ouders, de volwassenen en de hele expeditie zoeken goud. Na een schipbreuk ontmoeten ze op een afgelegen eiland Tao, een jongen die de laatste afstammeling is van het Hiva-volk en in het bezit is van hun oude kennis. Met behulp van een schip op zonne-energie en een vliegende gouden condor reizen ze door de landen van Inca's, Amazones en Maya's. Op hun reis ontdekken ze steeds verdere aanwijzingen en vreemde technologie achtergelaten door de Hiva.
Tijdens de tocht worden ze achternagezeten door de Spaanse militairen Gomez en Gaspard die in opdracht van gouverneur Pizarro eveneens jagen op het goud.

## Personages

### De kinderen
- Esteban: deze Spaanse jongen werd als baby door Mendoza gered toen het schip van zijn vader ten onder ging in een storm; van zijn vader kreeg hij een medaillon waarvan Mendoza nu de helft bewaart; in zijn thuisstad Barcelona denkt men dat hij de macht heeft om de zon te laten schijnen in de ergste storm maar zelf gelooft Esteban daar niks van; hij is onstuimig, enthousiast, dapper en inventief maar heeft last van erge hoogtevrees.
- Zia: als dochter van een Inca-priester werd Zia ontvoerd vanuit haar Inca dorp en naar Spanje gebracht, maar door Gomez en Gaspard wordt ze aan boord gesmokkeld van de expeditie; ze is van vitaal belang voor de Spanjaarden want zij kan het knopenschrift van de Inca lezen; Zia is kalm, vastberaden en uiterst wantrouwig tegenover alle Spanjaarden met uitzondering van Esteban
- Tao: Tao leefde met zijn vader op een afgelegen eiland (een van de Galápagoseilanden); na de dood van zijn vader is hij de laatste afstammeling van het verloren land van Hiva (Mu in de Japanse versie), hij is trots op zijn afkomst en bestudeert zo veel van de Hiva technologie als mogelijk; Tao is geen held als Esteban maar hij kan altijd iets in elkaar knutselen en begrijpt het schrift van de Hiva.
- Kokapetl: Tao's papegaai, hij kan (beperkt) spreken en is vaak de eerste om gevaren op te merken; speelt een belangrijke rol bij het verkrijgen van informatie en voorwerpen.

### De Spanjaarden
- Mendoza: scheepsnavigator voor Gomez en voormalig lid van de expeditie van Magellaan; hij redde Esteban toen het schip van zijn vader tenonderging, sindsdien zoekt Mendoza naar de jongen met het medaillon omdat hij gelooft dat die hem kan helpen bij het zoeken naar de gouden stad; van alle personages maakt Mendoza de grootste veranderingen door: in het begin beschouwt hij de kinderen als noodzakelijk kwaad, op het einde zet hij alles op het spel om hen te redden (hoewel hem dat niet verhindert wat goud mee te graaien wanneer de gelegenheid zich voordoet
- Pedro: metgezel van Mendoza, bang van aard en bezeten met de zoektocht naar goud; moet vaak door Mendoza hardhandig aangespoord worden alvorens hij in actie komt; in de reeks worden Pedro en Sancho vaak als tegenpool gebruikt van de kinderen en vooral van de onverschrokken Esteban
- Sancho: de tweede gezel van Mendoza, iets minder laf dan Pedro maar even bezeten door goud; Sancho stotter en kampt met overgewicht
- Kapitein Gomez: kapitein van de expeditie die Esteban en Zia van Spanje naar Peru brengt; hij kidnapte Zia in opdracht van gouverneur Pizarro omdat ze de quipu met aanwijzingen naar de gouden steden kan ontcijferen; Gomez is slim maar onderschat te vaak zijn tegenstanders en valt uiteindelijk in ongenade bij Pizarro
- Gaspard: luitenant van Gomez; Gaspard is sterk en gewelddadig, mist de leepheid van Gomez maar deelt wel de obsessie voor goud; haat Mendoza nadat deze hem heeft beledigd aan boord van het expeditieschip